# Arnaut de Mareuil

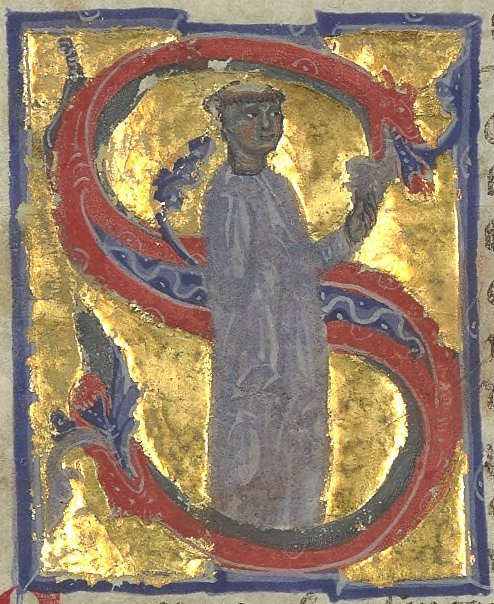
Arnaut de Mareuil. Miniatura de un manuscrito del que se conserva en la Biblioteca Nacional de Francia.

Arnaut de Mareuil (Maruelh, Marolh, Marol, Maroill, Maruoill, o Meruoill) fue un trovador occitano de fines del siglo XII. Su nombre indica que procedía de Mareuil-sur-Belle, actual departamento de Dordogne, en la región del Périgord. De las veinticinco o quizá veintinueve obras que compuso, todas ellas Cançóes (canciones), tan solo han sobrevivido seis con música.
La tradición provenzal cuenta que Arnaut era un clérigo de origen pobre. Salió al mundo a vivir de sus letras, se estableció en la corte de Tolosa y posteriormente en la de Béziers. Parece que amó a la condesa Azalais, hija de Ramón V de Tolosa y esposa de Roger II Trencavel. La narración de este amor es el tema de la mayoría de los 31 poemas que nos han llegado de su autoría. Alfonso II de Aragón fue su rival por los afectos de Azalais y, según la razó de unos de los poemas de Arnaut, los celos del rey la persuadieron de romper su amistad con este poeta. Pasó entonces a Montpellier, donde encontró el patrocinio del conde Guillermo VIII.
Arnaut de Mareuil era menos famoso que su contemporáneo Arnaut Daniel (Petrarca los compara y opta por este último), pero destacaba por la elegante simplicidad de la forma y la delicadeza del sentimiento. Su cantaire (cantor) y jongleur (juglar) fue el trovador Pistoleta.

## Galería

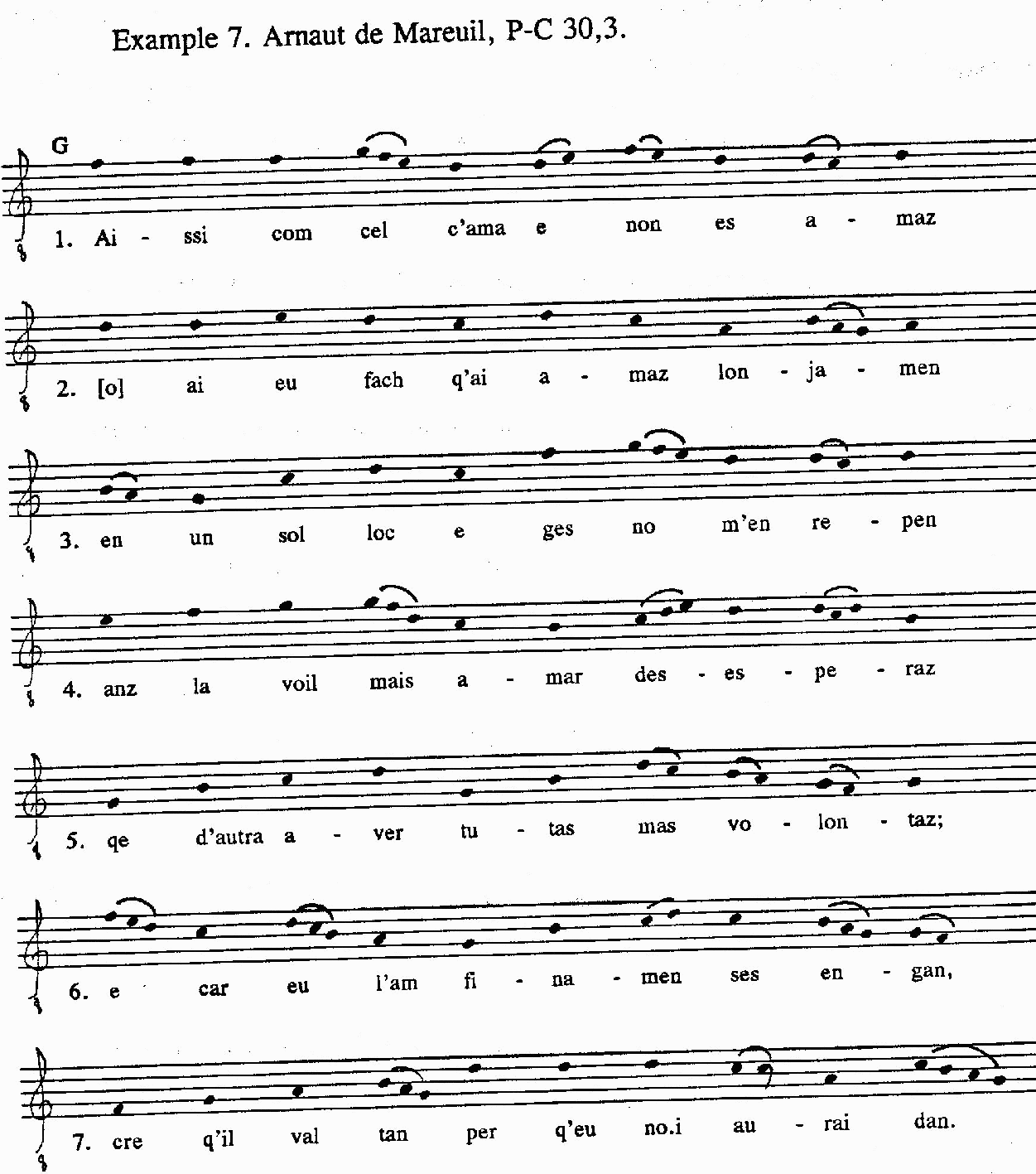
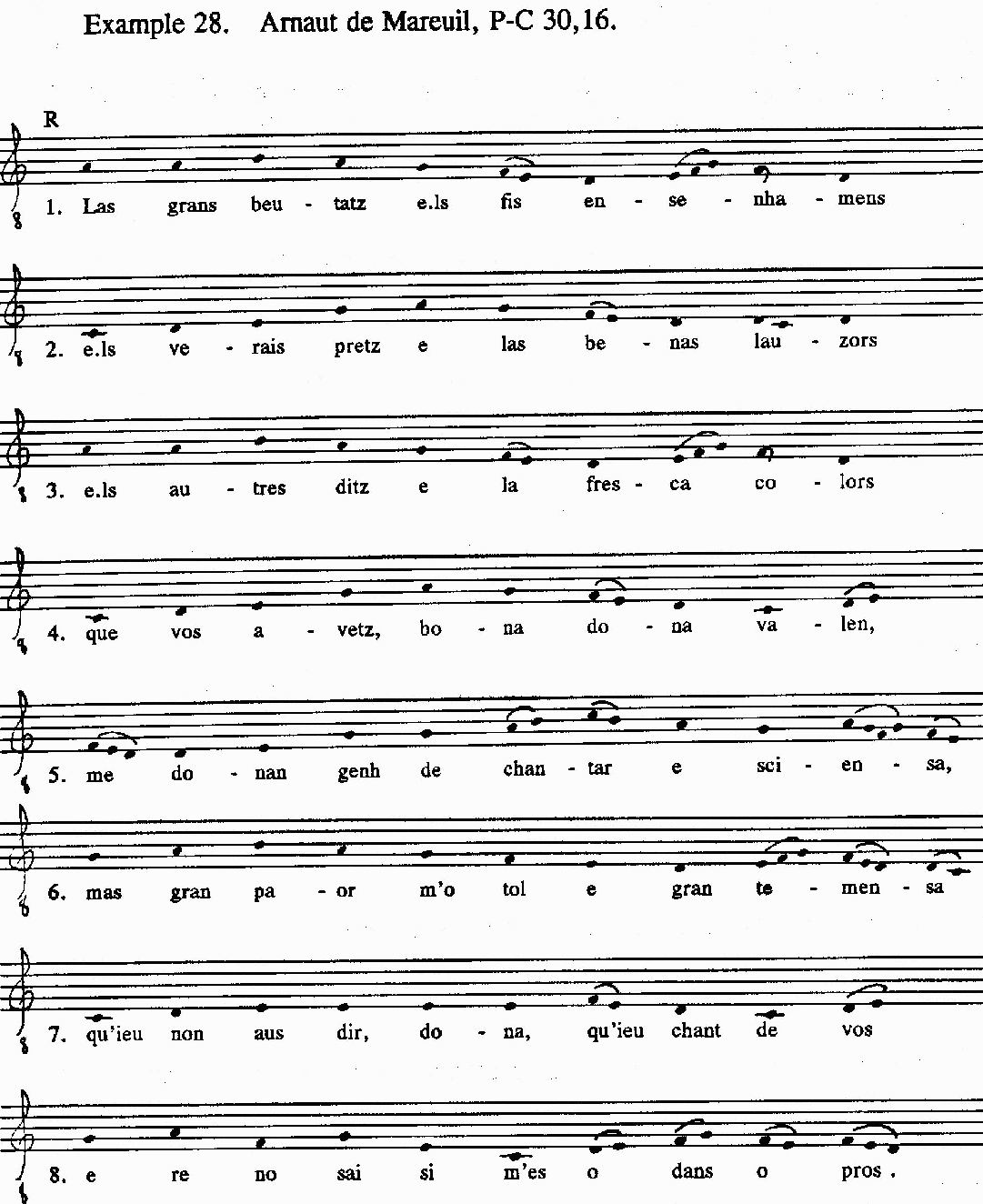
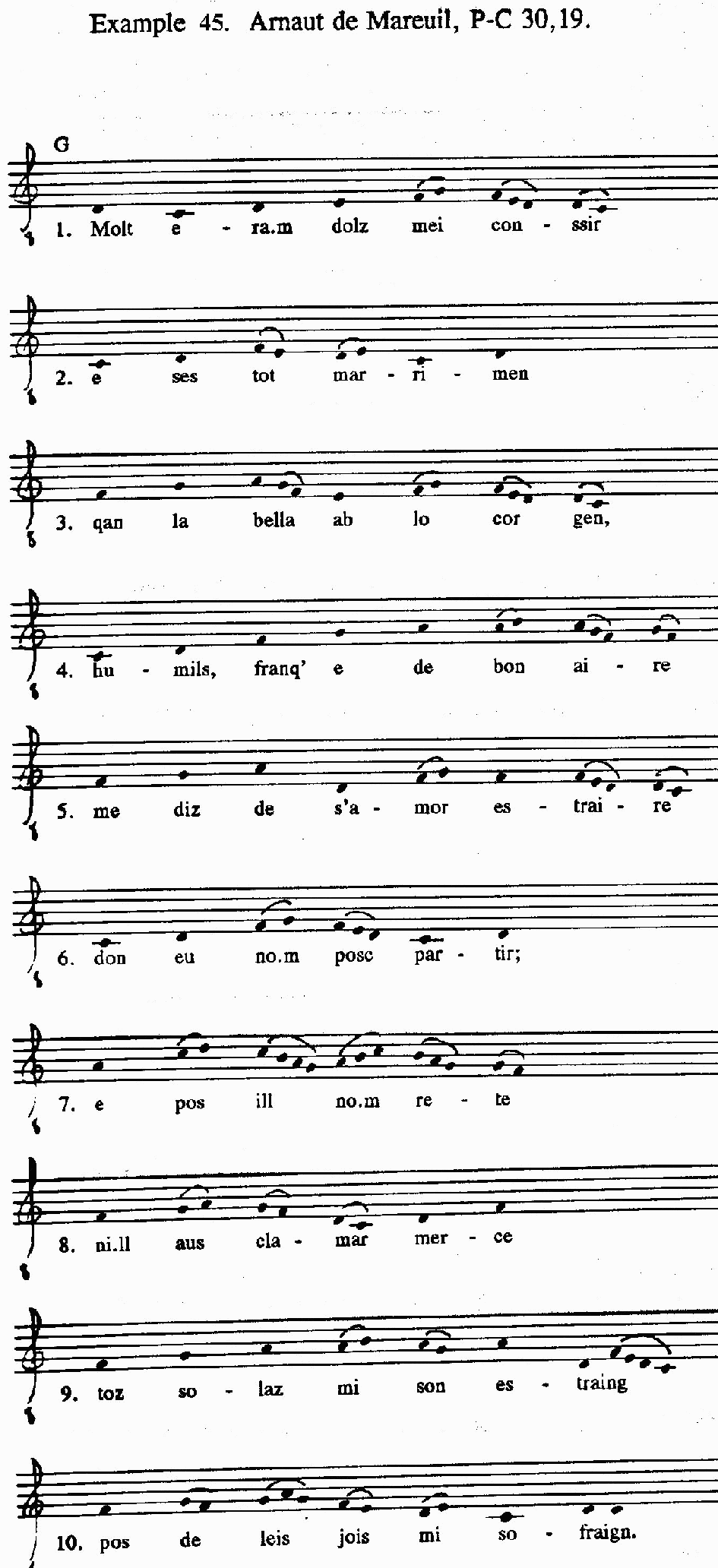